# Copiapoa pendulina
Copiapoa pendulina es una especie de planta suculenta perteneciente al género Copiapoa, dentro de la familia Cactaceae. Es endémica del norte de Chile (concretamente de la región de Coquimbo).

## Descripción
Copiapoa pendulina es una especie de cactus muy ramificado, que forma grandes grupos de hasta 1 m de largo y 60 cm de alto. La forma de los tallos individuales va de esférica a cilíndrica y son de color verde pálido a brillante. Miden de 20 a 30 cm de alto y de 10 a 15 cm de diámetro. Presentan el ápice cubierto de abundante lana gris (particularmente en el momentode la floración) y tienen una raíz larga y gruesa que se conecta al tallo a través de un cuello estrecho. 
Presentan de 10 a 17 costillas con el borde redondeado y están divididas en tubérculos. Sobre ellas se asientan areolas que están separadas unas de otras hasta 2 cm de distancia, miden de 0,5 a 0,8 cm de diámetro y están cubiertas de fieltro gris cuando son jóvenes, aunque luego pasan a ser desnudas (glabras) con la edad. Tienen de 1 a 2 espinas centrales gruesas de hasta 3 cm de largo. También hay de 8 a 10 espinas radiales delgadas y aciculares, en su mayoría rectas y horizontales, generalmente de color marrón pálido, pero también de color ámbar miel, marrón rojizo o negro que se vuelve gris con la edad. 
Las flores son de color amarillo azufre brillante y crecen en el ápice de los tallos. Tienen forma campanulada y miden de unos 3 a 4,5 cm de largo. Los segmentos externos del perianto son lineales y de color verdoso o rojizo y los segmentos internos son amarillos. Los frutos son de color marrón rojizo.

## Distribución y hábitat
El área de distribución nativa de esta especie es el norte de Chile (concretamente de la región de Coquimbo) y crece principalmente en biomas desérticos o de matorral seco. 

## Taxonomía
Copiapoa pendulina fue descrita por el botánico alemán Friedrich Ritter y publicada por primera vez en la revista científica Cactus (Paris) 14 (63): 134 en el año 1959.

Etimología
- Copiapoa: nombre genérico que hace referencia a la ciudad de Copiapó, ubicada en el desierto de Atacama, lugar donde se encuentran la mayoría de las especies de este género.
- pendulina: epíteto específico que deriva del latín pendulus, que significa "colgante" o "suspenso", haciendo referencia a la disposición de los tallos de la especie.[3]

## Usos
Se cultiva principalmente como planta ornamental y su propagación se realiza a través de esquejes o semillas.